# Jacob Christian Hansen Ellehammer

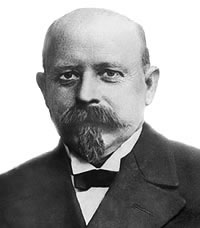
Jacob Ellehammer

Jacob Christian Hansen Ellehammer (* 14. Juni 1871 in Bakkebølle in Sydsjælland, Dänemark; † 20. Mai 1946 in Gentofte) war ein dänischer Luftfahrtpionier. Von väterlicher Seite trug er den Familiennamen Hansen, den er 1901 durch den Namen Ellehammer aus der Familie seiner Mutter ergänzte, weshalb die dänische Schreibweise Jacob Christian Hansen-Ellehammer lautet.

## Vielseitige Talente
Ellehammer stammte aus einem Elternhaus, wo Erfindungen und Unternehmertum seine Vorbilder waren. Er wuchs in Vålse Vig auf, einem Polder auf der Insel Falster, der durch seinen Vater trockengelegt worden war. Nach einer Uhrmacherlehre und seinem Dienst in der Marine kam er 1893 nach Kopenhagen und arbeitete in verschiedenen Betrieben, in denen elektromechanische Geräte und Schreibmaschinen hergestellt wurden. 1898 gründete er eine eigene Firma unter dem Namen „Ellehammers mekaniske Etablissement“. Zunächst befasste er sich mit der Reparatur von Schreibmaschinen. Dann ließ er ein Gerät mit dem Namen „Kinematograf“ patentieren, ähnlich dem „Kinetoskop“ von Thomas Alva Edison. Wenige Jahre nach der Entdeckung der Röntgenstrahlen durch Wilhelm Conrad Röntgen baute er ein Gerät, das im Panoptikum aufgestellt wurde und mit dem die Besucher ihre eigene Hand durchleuchten konnten. Auch einen Musikautomat auf der Basis von Edisons Phonograph produzierte er. Sein Bierschankautomat wurde international verkauft. Für Niels Ryberg Finsen entwickelte er Lampen für den Einsatz in der Lichttherapie.

## Patente
Auf Ellehammer gehen eine ganze Reihe von Patenten zurück. In den frühen Jahren des 20. Jahrhunderts patentierte er mehrere Maschinen zur Automatisierung der Produktion von Zigaretten. Am 13. Oktober 1917 wurde ihm in Österreich-Ungarn ein Patent auf eine „Brennstoffzuführungsvorrichtung für Verbrennungskraftmaschinen“ erteilt. In Österreich meldete er am 15. Januar 1921 ein Patent auf eine „[v]on den Auspuffgasen beheizte[n] Röhrenvergaser“ sowie am 15. Oktober 1921 eines auf „Einlaßsteuerung für Kolbenkraftmaschinen mit einem Einströmventil, das vom Treibmitteldruck selbsttätig geschlossen und in der Nähe des Totpunktes unter mechanischer Beeinflussung durch den Kolben gelockert wird“ an. Am 7. April 1930 wurde ihm in Dänemark Patentschutz für ein „Verfahren und Vorrichtung zur Zufuhr von Brennstoff bei Diesel- und ähnlichen Maschinen“ zugesprochen.

## Motorrad als Massenprodukt
Um 1902 begann Ellehammer mit der Entwicklung eines Motorrads, das von 1904 bis 1914 unter dem Namen Elleham produziert wurde.

## Flugmaschinen

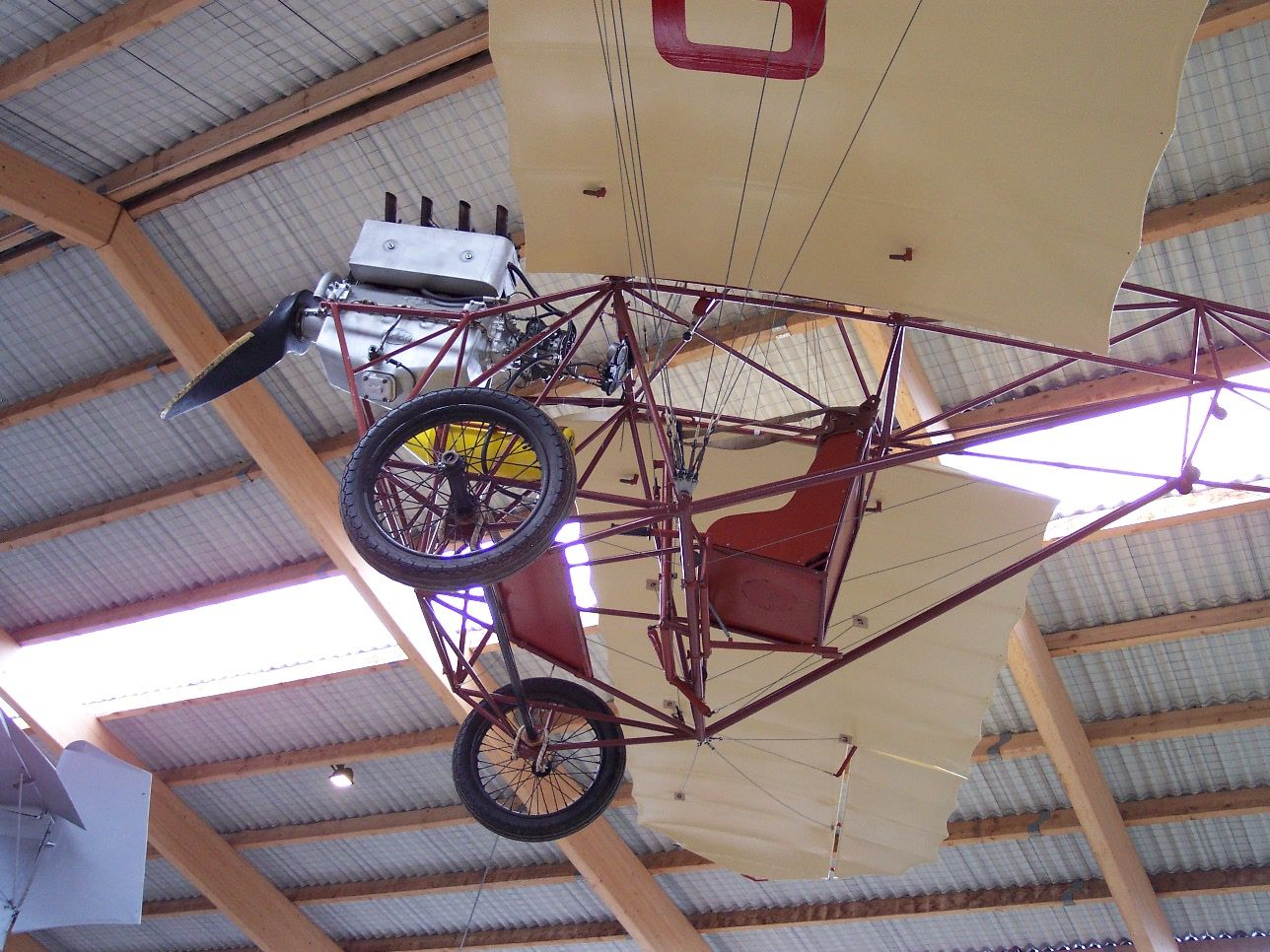
Ellehammer Standard 1909. Nachbau aus dem Jahr 1949 im Danmarks Tekniske Museum, Roskilde

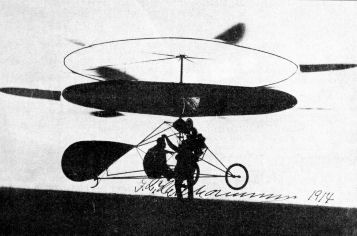
Ellehammers Hubschrauber 1914. Pilot war der 60 kg schwere Erik Hildesheim. Ellehammer selbst verursachte die Landung, indem er die Zündung unterbrach.

Er beschäftigte sich anfangs mit dem Bau von Explosionsmotoren und entwickelte 1896 einen Flugmotor. Bereits zu dieser Zeit vertrat er die Meinung, dass nicht Ballons und Luftschiffe, sondern Fluggeräte schwerer als Luft eine Zukunft hätten.
1905 baute er einen Eindecker mit Motor und führte damit Flugversuche durch, jedoch war der 9-PS-Motor zu schwach. Die Presse spekulierte damals, das Fluggerät weise „an jeder Seite einen durch Motorkraft in Bewegung zu bringenden Flügel“ auf, d. h. es arbeite nach dem „Prinzip […] des Vogelfluges“.
Daraufhin konstruierte er einen Motor mit 18 PS. Beide Motoren waren die ersten luftgekühlten Sternmotoren der Welt.
Mit seinem Flugapparat Ellehammer No. 1 und dem erwähnten 18-PS-Motor gelang ihm auf der kleinen dänischen Insel Lindholm am 12. September 1906 ein Flug mit 42 m Länge und 0,75 m Höhe. Er wurde jedoch nicht anerkannt, da er nicht von der FAI kontrolliert wurde wie der erste Flug von Alberto Santos-Dumont am 23. Oktober 1906.
Im Jahre 1906 beantragte er in Österreich-Ungarn ein Patent für „Regelungsvorrichtung zum selbsttätigen Einstellen des Aëroplans von Luftschiffen“. Hiermit sollte „der auf das Ruder wirkende Luftwiderstand den Aëroplan selbsttätig in die ursprüngliche Lage zurückbring[en].“ Es handelte sich um eine einfache, rein mechanische Form des Autopiloten.
Ellehammer baute in den Jahren 1907–1916 weitere ähnliche Flugapparate. Am 13. Februar 1908 flog seine neue Flugmaschine rund 300 m.
Am 28. Juni 1908 nahm Ellehammer als einziger Teilnehmer am Preisfliegen mit Flugmaschinen „schwerer als Luft“ des Kieler Verkehrsvereins teil, das anlässlich der Kieler Woche auf dem Nordmarksportfeld veranstaltet wurde. Der gemeldete deutsche Teilnehmer Otto Hermann Fritzsche kam wenige Wochen vor dem Wettbewerb bei einem Autounfall ums Leben. Erst nach mehreren Versuchen konnte Ellehammer am Abend eine Strecke von 50 m im Flug zurücklegen. Es handelte sich um den ersten öffentliche Motorflug in Deutschland. Allerdings wurde die Maschine so stark beschädigt, dass sie nicht mehr flugfähig war. Ellehammer erhielt trotzdem ein Preisgeld in Höhe von 3000 M. Aufgrund der enttäuschenden Ergebnisse wurde jedoch der eigentlich vorgesehene Preis in Höhe von 5000 M nicht vergeben, sondern für einen Flug mit einer Dauer von einer Minute im August neu ausgelobt.
Im Oktober 1908 flog der deutsche Flugpionier Hans Grade eine Ellehammer IV.

## Fünfzylinder-Sternmotor Ellehammer
| Jahr | Zylinder | Bohrung | Hub    | Drehzahl    | Leistung | Gewicht |
| ---- | -------- | ------- | ------ | ----------- | -------- | ------- |
| 1908 | 5        | 92 mm   | 112 mm | 1.400 1/min | 30 PS    | 34 kg   |

Die Angaben sind aus Ernst Neuberg Jahrbuch der Automobil- und Motorbootindustrie 7/1910
Am 28. September 1912 hob er mit einem selbstgebauten Helikopter kurz ab.
Nach einem Flugunfall 1916 zog er sich aus dem Flugzeugbau zurück. Danach widmete er sich dem Maschinenbau, z. B. dem Motor- und Pumpenbau. Ab 1930 bekam er wieder Interesse am Flugzeugbau, entwickelte aber keine kompletten Flugzeuge mehr.